# Castello (piève)
Castello (en corse : Castellu /kasˈtellu/) est une ancienne piève de Corse. Située dans le centre-est de l'île, elle relevait de la province de Corte sur le plan civil et du diocèse d'Aléria sur le plan religieux.
Occupant les moyennes et hautes vallées du Fiumorbo et du Tagnone dans le centre-est de l'île, elle constitue l'extrémité méridionale du Cortenais, dont elle est une porte d'entrée depuis le sud de l'île via le col de Verde.
Elle s'ouvre plus aisément en direction de la Plaine orientale, que rejoignent les cours du Tagnone et du Fiumorbo.

## Géographie

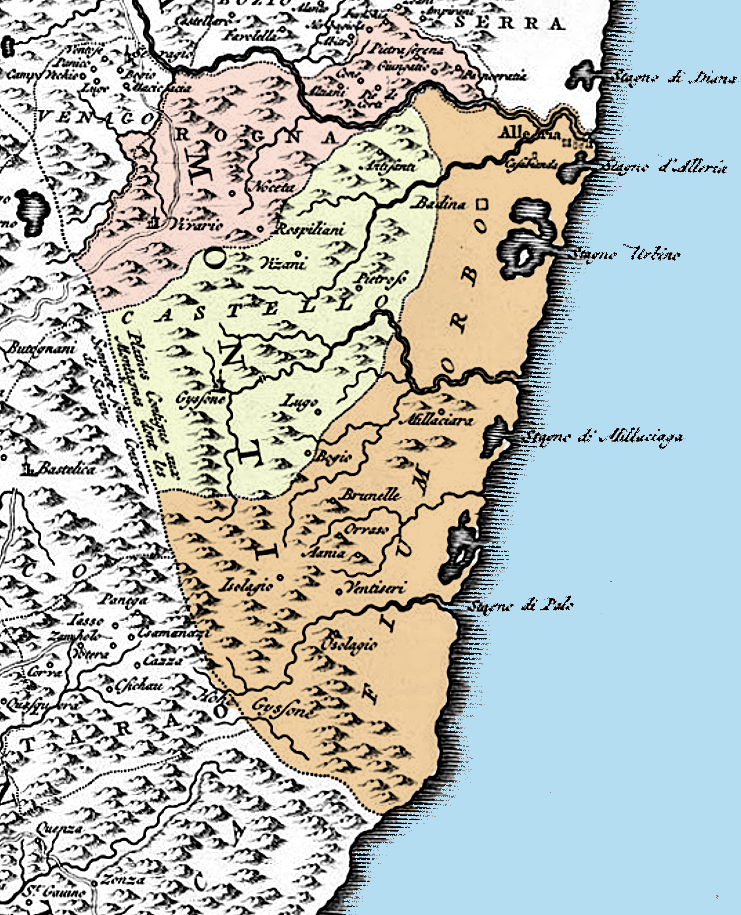
Castello sur la carte l'isle de Corse du Cap. Vogt 1737

Castello était une piève rurale de l'intérieur qui comptait environ 2 000 habitants vers 1520.
Au XVIe siècle, elle avait pour lieux habités :
- lo Luco, Lugo-di-Nazza ;
- lo Poggio, Poggio-di-Nazza ;
- Ghisoni, Ghisoni ;
- Vesani, Vezzani ;
- lo Petroso, Pietroso ;
- la Pieve ;
- Lachari.

Castello qui s'étendait à l'est jusqu'à Aléria, était entourée, du NO au NE par la piève de Rogna, au sud-est et au sud par la piève de Cursa, au sud-ouest par la piève de Talavo et celle de Cauro et à l'ouest par la piève de Celavo.
Son territoire s'est agrandi par une extension sur les terres d'Aléria qui avaient été désertées à la suite des ravages causés par les Sarrasins.
Au début du XVIIIe siècle, selon l’abbé Francesco Maria Accinelli qui, à la demande de Gênes, avait établi une estimation des populations de Corse à partir des registres des paroisses, la piève de Castello comprenait les communautés de :
- Ghisoni ;
- Vezzani ;
- Pietroso ;

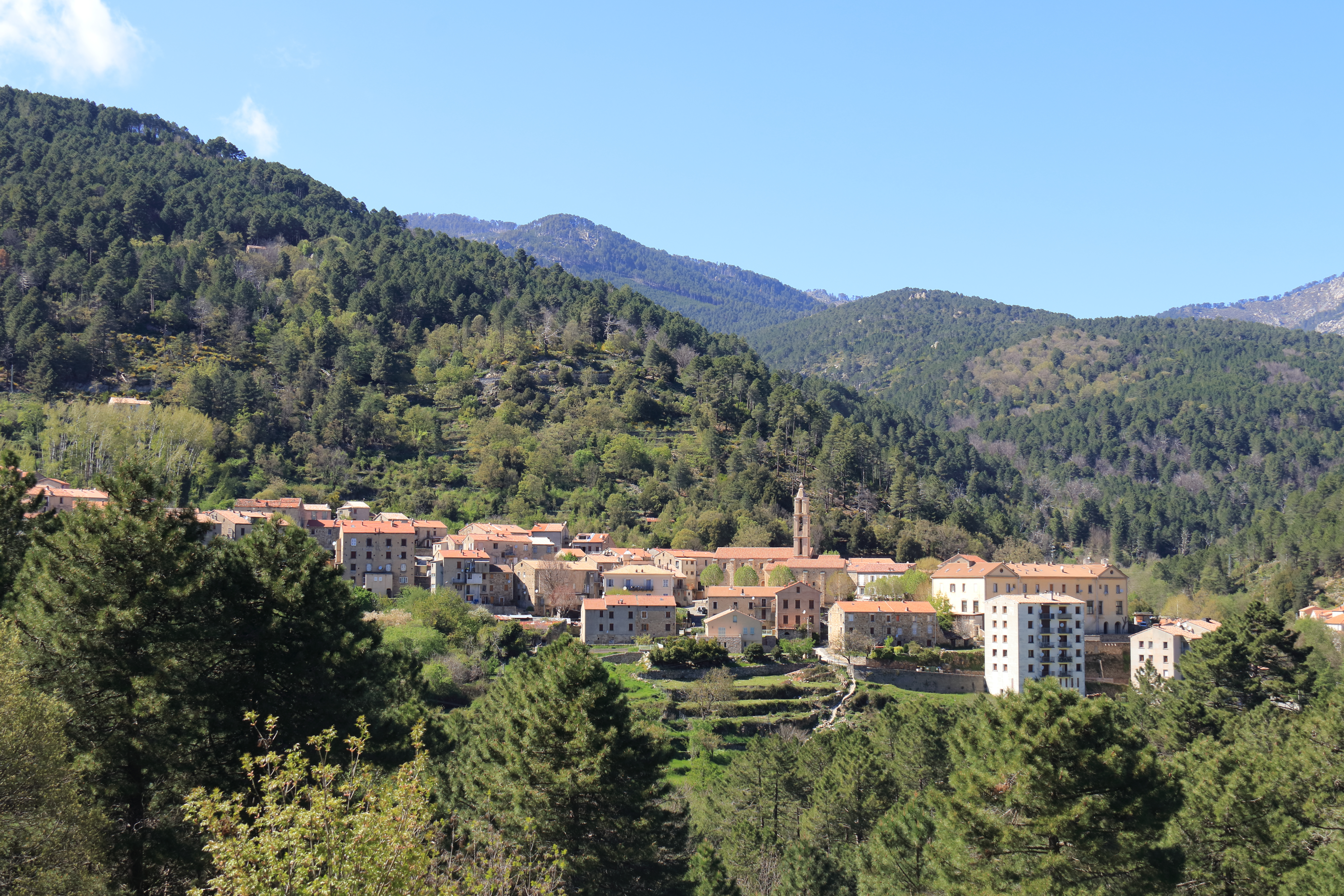
Ghisoni.
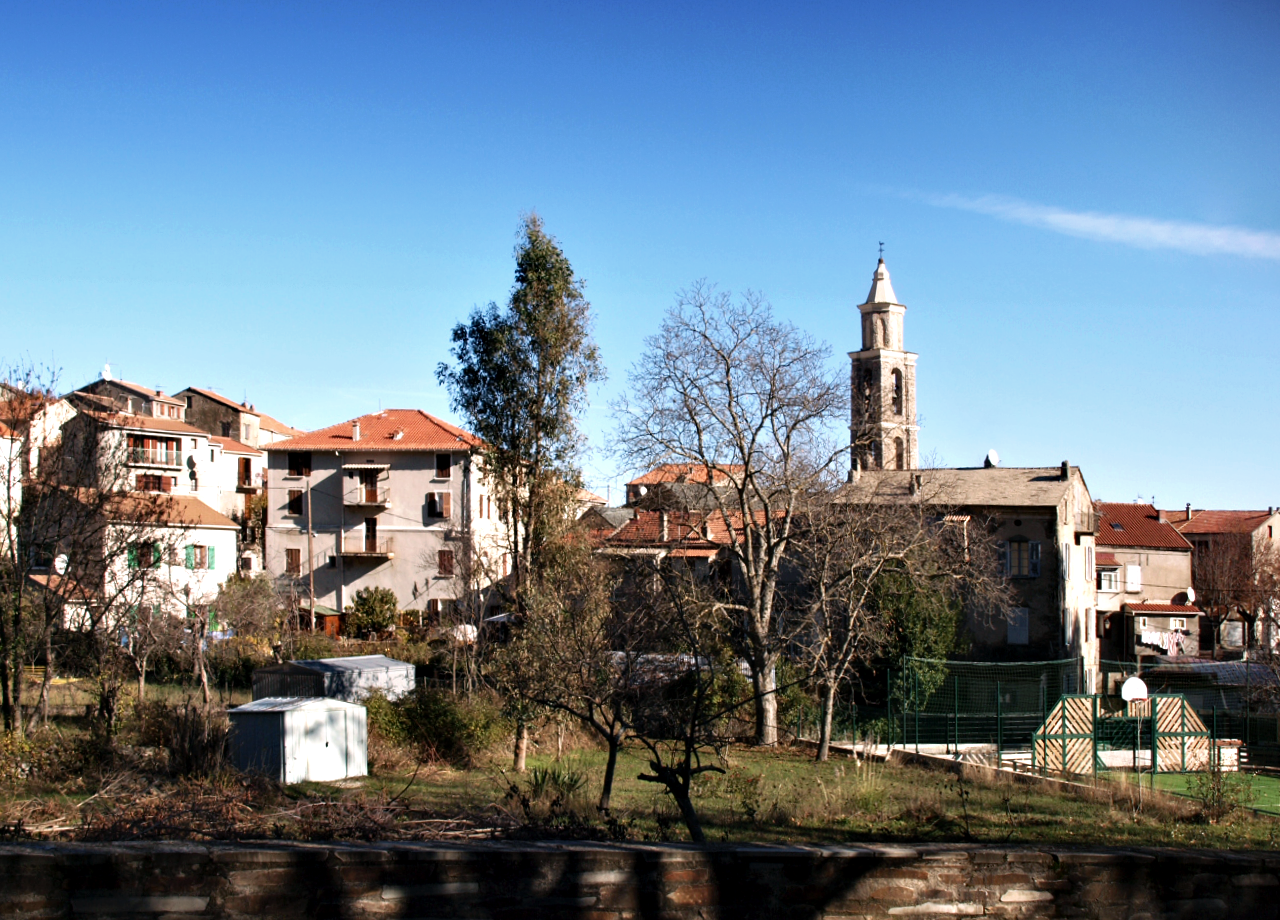
Vezzani.
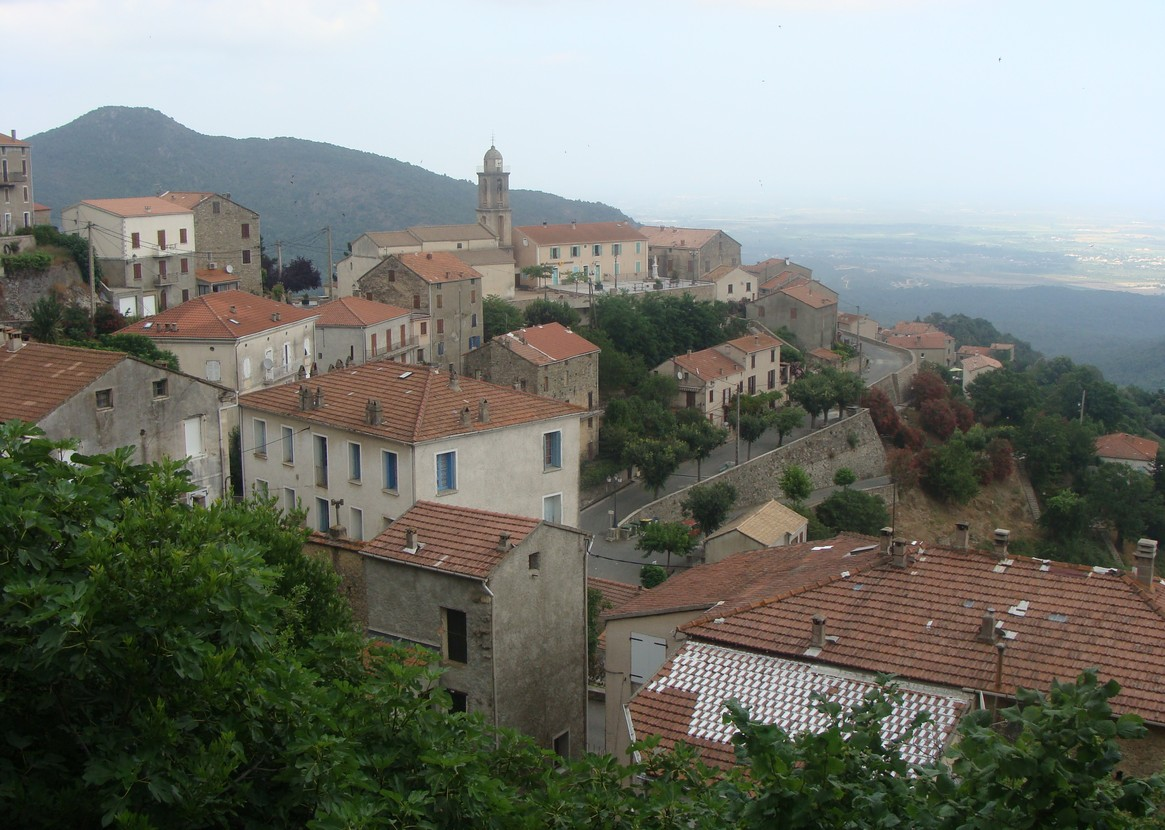
Lugo-di-Nazza ;
- Poggio-di-Nazza.

« Maggior numero di abitanti compongono la pieve di Castello, che distesa in longhisimo giro di Territorio, dalle Spiaggie di Alleria, e Fiumorbo, stendesi alle montagne di là da monti frà incolti terreni occupati da folte macchie abitata da 2 070 anime, abbonda di bestiami, li suoi luoghi sono, Ghizzoni, Uezzani, Petroso, Poggiolo, Logo di Nassa, e Poggio di Nazza, conta questa pieue 420 fuoghi all’incirca. ».
Elle a pour pièves limitrophes :
- Ghisoni.
- Vezzani.
- Poggio-di-Nazza.

## Histoire
Le 15 mai 1768, par le traité de Versailles, Gênes charge la France d’administrer et de pacifier la Corse. Passant sous administration militaire française, la piève de Castello devient en 1790 le canton de Castello. Ce dernier intègre à partir de 1793 les communes d'Antisanti, Noceta et Rospigliani issues du canton de Rogna.

### La piève civile
La piève de Castello était l'une des huit pievi relevant de la juridiction de Corte. La population était ainsi répartie :
« Pieve di Castello : Ghisoni 1 109. Vezzani 359. Petroso, e Poggiolo 210. Lugo di Nassa 202. Poggio di Nassa 188 ».

### La piève religieuse
Accinelli rapporte ce que procurait en écus d'or les 19 pievi de l'évêché d'Aléria au début du XVIIIe siècle.
« Il vescovato di Alleria, che è il più di tutti pingue hà 2 000 Scudi d’oro di entrata, e contiene 19 pievi : Giovellina, Campoloro, Verde, Opino, Serra, Bozio, Allessani, Orezza, Vallerustie, Tralcini, Venaco, Rogna, Corsa, Covasina, Castello ò sia Vivario, Niolio, Carbini, et Aregno in la Balagna. L’Ughelli però dice (Ital.Sacr.Tom.III) contenere la sua diocesi 60 parochie con 14 conventi di Frati, e fruttare alla Camera di Roma 300 fiorini, et avere di redito 4 000 scudi romani ».

#### L'église piévane

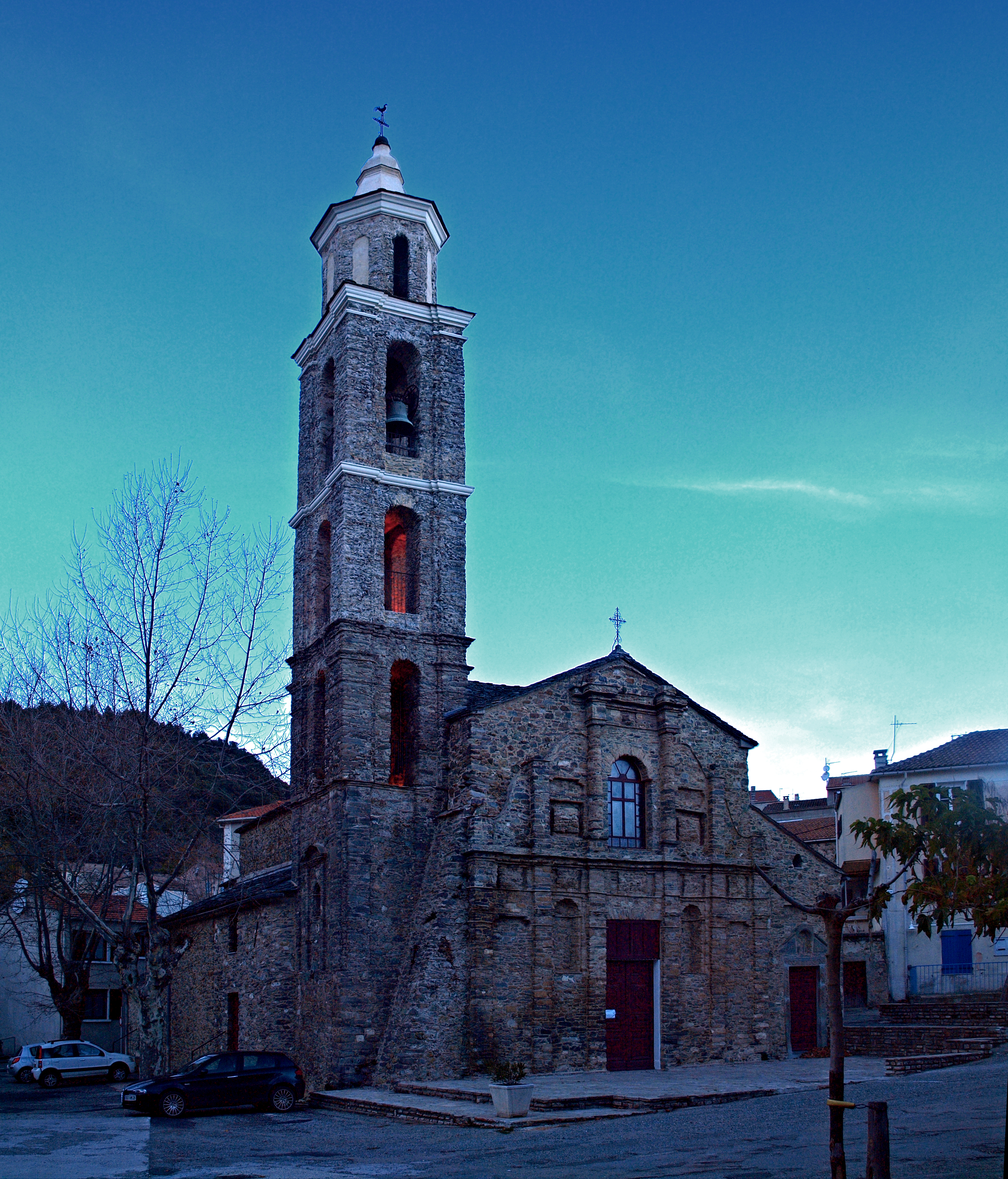
Église de l'Annonciation

Ghisoni était le centre, le chef-lieu de la piève. Son église San Giovanni Battista était l'église piévane, appelée aussi piève ou piévanie.
Ce titre est attesté par le toponyme Pieve d'après Geneviève Moracchini-Mazel.
Par la suite, c'est l'imposante église de l'Annonciation (A Nunziata) de Vezzani qui lui succède pour porter le titre d'église piévane de Castello.